# نيل آرمسترونغ
نيل أرمسترونغ (بالإنجليزية: Neil Armstrong)‏ (5 أغسطس 1930 – 25 أغسطس 2012) كان رائد فضاء أمريكي وأول شخص يمشي على سطح القمر، حصل على درجة علمية في هندسة الفضاء من جامعة بوردو ثم على الماجستير في هندسة الفضاء أيضًا من جامعة جنوب كاليفورنيا، ويحمل عدداً من شهادات الدكتوراة الفخرية من عدة جامعات إضافة إلى العديد من الأنواط والأوسمة.
التحق أرمسترونغ بوكالة الفضاء الأمريكية في وظيفة طيار باحث في مختبر لويس في كاليفورنيا، وشارك بحكم وظيفته في مئتي رحلة جوية في مختلف أنواع الطائرات، وفي سنة 1962 م تمت ترقيته إلى منصب رائد فضاء، حيث عمل قائداً لرحلة جيميني، وخدم أرمسترونغ في الجيش الأمريكي وشارك في الحرب الكورية سنة 1950 م وقام بأول عملية اشتباك ناجحة بين مركبتين في الفضاء. وفي سنة 1971 م أصبح أستاذاً في هندسة الفضاء في جامعة سنسيناتي. تزوج أرمسترونج وأنجب ولدين، وكان يعيش متمتعاً بعزلته في مزرعة له، وكان يعرف عنه رفضه الحديث عن نفسه أو إنجازاته، كما رفض دعوة كل من الحزبين الجمهوري والديمقراطي للترشيح للانتخابات الأمريكية. يعد أول شخص في تاريخ البشرية وطئت قدماه سطح القمر.
في أول رحلة فضائية لأرمسترونغ قاد مركبة جيميني 8 وذلك في عام 1966 م. وقام خلال هذه المهمة مع ديفيد سكوت بإجراء أول عملية التحام مركبتين فضائيتين تتم بواسطة إنسان. كما قاد أرمسترونغ طاقم رحلة أبولو 11 والتي هبط فيها على القمر مع بز ألدرن في 21 يوليو1969 م وكانت هذه الرحلة الثانية له.
خلال هذه الرحلة التي وصفها أرمسترونج بأنها «خطوة عملاقة للبشرية» قام هو وبز ألدرن بالهبوط على سطح القمر وقضيا ساعتين ونصف يستكشفان المكان في حين دار مايكل كولينز بمركبة الفضاء في مدار حول القمر. وقد تم مكافئة نيل ارمسترونغ مع كل من ألدرين وكولينز ميدالية الحرية الرئاسية من قبل الرئيس ريتشارد نكسون. وفي 1978 سلم الرئيس جيمي كارتر نيل ارمسترونغ ميدالية الكونغرس الفخرية للفضاء (Congressional Space Medal of Honor) وفي عام 2009 تسلم هو ورفيقيه ميدالية الكونغرس الذهبية. في سنة 2010 زار الرئيس الأمريكي باراك أوباما مركز كينيدي لأبحاث الفضاء لتوضيح إستراتيجية ناسا التي تعرضت للهجوم حيث وصفها نيل أرمسترونج قائد رحلة أبوللو 11 ورواد فضاء آخرون بأنها انتكاسة ستجعل برنامج الوكالة معتمدا على حسن نوايا روسيا.
توفي أرمسترونغ عن عمر يناهز الثانية والثمانين في مستشفى بأوهايو وذلك بعد خضوعه لعملية جراحية في الشرايين التاجية في يوم 25 أغسطس 2012.

## النشأة
ولد نيل آرمسترونغ (Neil Armstrong) في الخامس من أغسطس 1930 في بلدة واباكونيتا (Wapakoneta) بولاية أوهايو (Ohio) لأبويه ستيفن كونينغ آرمسترونغ (Stephen Koenig Armstrong) وفيولا لويز إنغل (Viola Louise Engel). ـ وينحدر من أصول اسكتلندية وألمانية وله أخوين يصغرانه وهما جون (June) ودين (dean). عمل ستيفن آرمسترونغ مدققاً للحسابات  لصالح حكومة ولاية أوهايو؛ وقد تنقلت العائلة بعد مولد آرمسترونغ في أرجاء الولاية بشكل متكرر حيث أقامت في 20 بلدة. نمى حب آرمسترونغ للطيران خلال تلك الفترة، وقد بدا ذلك مبكراً عندما أخذه والده وهو ابن العامين إلى سباقات كليفلاند الجوية. عند بلوغه الخامسة من عمره خاض أول رحلة طيران جوية في وارن (Warren) بولاية أوهايو في العشرين من يوليو عام 1936 عندما جال هو ووالده على متن طائرة فورد ثلاثية المحركات (Ford Trimotor) والتي تعرف كذلك باسم الإوزة المعدنية (Tin Goose). ـ
المرة الأخيرة التي انتقل فيها والده كانت في عام 1944، حيث عاد إلى مسقط رأس نيل واباكونيتا بمقاطعة أوغلايز (Auglaize). درس آرمسترونغ في مدرسة بلوم (Blume) الثانوية وأخذ دروساً في الطيران بمطار المقاطعة وقد حصل على شهادة طيران بعمر الخامسة عشرة، وقبل أن يحصل على رخصة لقيادة السيارات نشط آرمسترونج مع فرقة فتيان الكشافة وحصل على رتبة النسر الكشاف (Eagle Scout). عند بلوغه سن الرشد كرمته منظمة الكشافة الأمريكية (Boy Scouts of America) بجائزتي النسر الكشاف والجاموس الفضي (Silver Buffalo) البارزتين. في الثامن عشر من يوليو عام 1969 وفي طيرانه باتجاه القمر على متن المركبة كولومبيا (Columbia) حيا آرمسترونغ أفراد الكشافة بقوله: «أود أن أوجه التحية لكل زملائي الكشافين والمستطلعين في متنزه فارغنت الحكومي (Farragut State Park) في إيداهو (Idaho) حيث يقيمون مخيماً وطنياً هذا الأسبوع؛ حيث يبعث إليهم أبولو 11 (Apollo 11) أطيب الأمنيات».
وكان رد هيوستن (Houston) مايلي: «شكراً أبولو 11أنا متأكد أنهم إن لم يتمكنوا من سماع ذلك فإنهم سيتلقون كلماتك عن طريق الأخبار. أقدر لك ذلك بكل تأكيد.» كانت هناك ميدالية كشفية عالمية من ضمن عددٍ قليلٍ جداً من الأغراض الشخصية التي حملها آرمسترونغ معه إلى القمر ثم عاد بها.
في عام 1947 في السابعة عشرة من عمره بدأ آرمسترونغ دراسة هندسة الطيران في جامعة بوردو (Purdue University) وقد كان ثاني شخص في عائلته يلتحق بكلّية. وتمّ قبوله بمعهد ماساتشوستس للتقنية (Massachusetts Institute of Technology) والذي يعرف اختصاراً بـ (MIT). المهندس الوحيد الذي كان يعرفه – والذي كان ملتحقًا بمعهد ماساتشوستس للتقنية – ثناه عن الاستمرار بالحضور بإخبار آرمسترونج أنه ليس من الضروري قطع كل هذا الطريق إلى كامبريدج (Cambridge) بولاية ماساتشوستس من أجل تعليمٍ جيد. ج وتم دفع تكاليف دراسته ضمن إطار خطة هولواي (Holloway Plan) والتي تقتضي التزام المتقدمين الناجحين بسنتين من الدراسة متبوعةً بثلاثة سنواتٍ من الخدمة في سلاح البحرية الأمريكي (U.S. Navy) ومن ثم إكمال السنتين الأخيرتين من المرحلة الدراسية. في بوردو نال معدل درجاتٍ متوسطاً في مواده الدراسية بمعدلٍ ظل يرتفع وينخفض خلال تسعة فصولٍ دراسية. مُنح درجة بكالوريوس العلوم في هندسة الطيران عام 1955 ونال درجة ماجستير العلوم في هندسة الفضاء الجوي من جامعة جنوب كاليفورنيا (University of Southern California) عام 1970. لاحقًا مُنح آرمسترونغ الدكتوراه الفخرية من عدة جامعات.

## الخدمة في البحرية
في السادس والعشرين من يناير عام 1949 اُستدعي ارمسترونغ Armstrong من قبل القوات البحرية الأمريكية U.S Navy للحضور إلى المحطة الجوية البحرية بمدينة بنساكولا بولاية فلوريدا Naval Air Station Pensacola. وذلك للتدريب على الطيران وقد كان يبلغ من العمر 18 عاما. استغرقت فترة التدريب 18 شهرا أصبح خلالها طيارا جويا مؤهلا للهبوط على متن حاملتي الطائرات يو اس اس كابوت USS Cabot ويو اس اس رايت USS wright. في السادس عشر من شهر أغسطس عام 1950 وبعد أسبوعين من عيد ميلاده العشرين وصل خطاب من البحرية يفيد بقبول ارمسترونغ كطيار بحري مؤهل. Naval Aviator 
كانت مهمته الأولى الخدمة في السرب السابع لأسطول الطيران التابع للمحطة الجوية البحرية بمدينة سان دييغو في ولاية كاليفورنيا NAS San Diego (والمعروف أيضا ب NAS North Island). بعد شهرين تم تعيينه ضمن السرب المقاتل 51 (Fighter Squadron 51) المعروف ب (في اف-51 VF-51) وهو سرب للطائرات المقاتلة النفاثة. وقام بأول طيران له على متن طائرة نفاثة (اف 9 اف 2بي بانثر F9F-2B Panther) في الخامس من يناير 1951. في يونيو من نفس العام قام ارمسترونغ بأول هبوط بطائرة نفاثة على متن حاملة الطائرات يو اس اس ايسكس USS Essex وفي نفس الأسبوع تمت ترقيته من رتبة ضابط بحري Midshipman إلى رتبة حامل الراية Ensign. بنهاية العام كانت حاملة الطائرات تبحر متجهة نحو كوريا وعلى متنها كتيبة السرب المقاتل في اف-51 (VF-51) للقيام بمهام الطيران الجوي الحربي نحو الأهداف الأرضية.
بداية ارمسترونغ مع المعارك المسلحة كانت في التاسع والعشرين من أغسطس عام 1951 خلال الحرب الكورية وذلك عندما حلق كمرافق على طائرة استطلاع جوي بغرض التصوير فوق مدينة سونغجن Songjin. بعد 5 أيام وتحديدا في الثالث من سبتمبر حلق ارمسترونغ على متن طائرة استطلاع مسلحة فوق منشآت النقل والتخزين الرئيسية جنوب قرية ماجون-ني Majon-ni غرب وانسن Wonsan. خلال قيامه بمهمة قصف منخفض المدى على حوالي 560 كم/س (350 ميل/س) تعرضت طائرته ال F9F Panther إلى إصابة بصاروخ مضاد للطائرات. ثم اصطدم بعامود عند محاولته لإستعادة السيطرة على الطائرة على ارتفاع 6 متر (20 قدم), مما أدى إلى انشطارها على بعد متر واحد (3 أقدام) من جناح الطائرة الأيمن. تمكن ارمسترونغ من العودة بالطائرة إلى الأراضي الحليفة ولكن بسبب فقدانه لجنيح الطائرة Aileron كان خياره الوحيد للنجاة هو استخدام طريقة قذف المقعد من الطائرة. فقرر أن يحلق بالطائرة حتى وصل إلى مهبط بالقرب من بوهانج Pohang حتى يسهل عليه أن يقفز في الماء ثم ينتظر المساعدة من هليكوبتر القوات البحرية. ولكن مقعد القذف تراجع به إلى اليابسة عند انطلاقه. لم يُعرف ماحدث لبقايا الطائرة النفاثة رقم F9F-2 125122 بينما تمكن أحد زملاء ارومسترونغ في مدرسة الطيران من إنقاذه والعودة به.
قام ارمسترونغ بثمانية وسبعين مهمة جوية في كوريا بما يعادل 121 ساعة طيران جوي معظمها حدثت في يناير عام 1952. حصل على الميدالية الجوية (Air Medal) لخوضه 20 مهمة قتالية وحصل على النجمة الذهبية (Gold Star) لخوضه 20 مهمة قتالية أخرى. تقلد وسام الخدمة الكورية Korean Service Medal ونجمة المشاركة Engagement Star. ترك ارمسترونغ البحرية في 23 أغسطس 1952 وكان عمره آنذاك 22 عاما وأصبح ملازم برتبة مبتدئ Lieutenant, Junior Grade في احتياطي البحرية الأمريكية U.S. Naval Reserve. ظل هناك لحوالي 8 سنوات ثم استقال في الحادي والعشرين من أكتوبر عام 1960.
كونه طيار باحث قام ارمسترونغ بالخدمة كطيار تجريبي على متن كلا من: اف100 سوبر سابر F-100 Super Sabre بنوعيها A و C، اف101 فودو F-101 Voodoo, اف104 ايه ستارفايتر F-104A Starfighter من شركة لوكهيد Lockheed. أيضا قام بالطيران بطائرات بيل اكس 1بي Bell X-1B, بيل اكس 5 Bell X-5, نورث أميركان اكس 15 North American X-15, اف 105 ثاندرتشيف F-105 Thunderchief, اف 106 دلتا دارت F-106 Delta Dart, بي 47 ستراتوجت B-47 Stratojet, كي سي 135 ستراتوتانكر، كما كان واحد من ثمانية من نخبة الطيارين الذين اشتركوا في برنامج ناسا للبحوثparaglider research vehicle program (Paresev)..

## السنوات الجامعية
بعد انتهاء خدمته في البحرية عاد ارمسترونغ إلى بوردو حيث حقق أفضل الدرجات في أربعة فصول بعد عودته من كوريا وكان معدله النهائي 4.8 من 6. انضم إلى أخوية فاي ديلتا ثيتا Phi Delta Theta fraternity  بعد عودته وكتب ونسق الموسيقى كجزء من العمل الطلابي وكان أيضا عضوا في سرية كابا كابا سي Kappa Kappa Psi  وعضوا في الفرقة الوطنية الفخرية ولاعب باريتون في فرقة باردو الأمريكية Purdue All-American Marching Band. تخرج ارمستونج عام 1955 بدرجة البكالوريوس من هندسة طيران.
بعد عودته لباردو تعرف إلى جانيت اليزابيث شيرون (Janet Elizabith Shearon) التي كانت متخصصة في الاقتصاد المنزلي وبالنسبة للزوجين فإنه لم يكن بينهما مودة حقيقية ولا يمكنهما تذكر ظروف خطبتهما بالتحديد، سوى أنها كانت في فترة عمل أرمستونغ في مختبر لويس للطيران الدفعي التابع لناسا (NACA's Lewis Flight Propulsion Laboratory). تزوجا في يوم 28 يناير من سنة 1956 في كنيسة التجمع (Congregational Church) في ويلميت (wilmette) للينويس (lllinois) عندما انتقل إلى قاعدة ايدوارد الجوية للطائرات العسكرية (Edwards Air Force Base) عاش في سكن الحائزين على البكالوريوس داخل القاعدة بينما عاشت جانيت في أقليم ويستوود (westwood) في لوس أنجلِس (los anglese).بعد فصل واحد انتقلا إلى وادي انتلوب (Antelope Valley) حيث أن جانيت لم تنه أبدا درجتها التعليمية وندمت على ذلك في حياتها لاحقا".
كان لدى الزوجين ثلاثة أطفال: إيريك (Eric) ومارك (mark) وكارين (Karen). وفي يونيو سنة 1961 شخصت الابنة كارين بإصابتها بورم خبيث في وسط جذع المخ (Brain stem) والمعالجة بالأشعة السينية أبطأت نمو الورم ولكن انتكست حالتها إلى مرحلة لم تعد تسطيع فيها المشي أو الكلام، توفيت كارين في28 يناير سنة 1962 وكان عمرها سنتين بسبب التهاب رئوي نتيجة لضعف صحتها. أنهى أرمستونغ درجة ماجستير علوم في هندسة الطيران لاحقا بجامعة جنوب كاليفورنيا.

## طيار اختبار

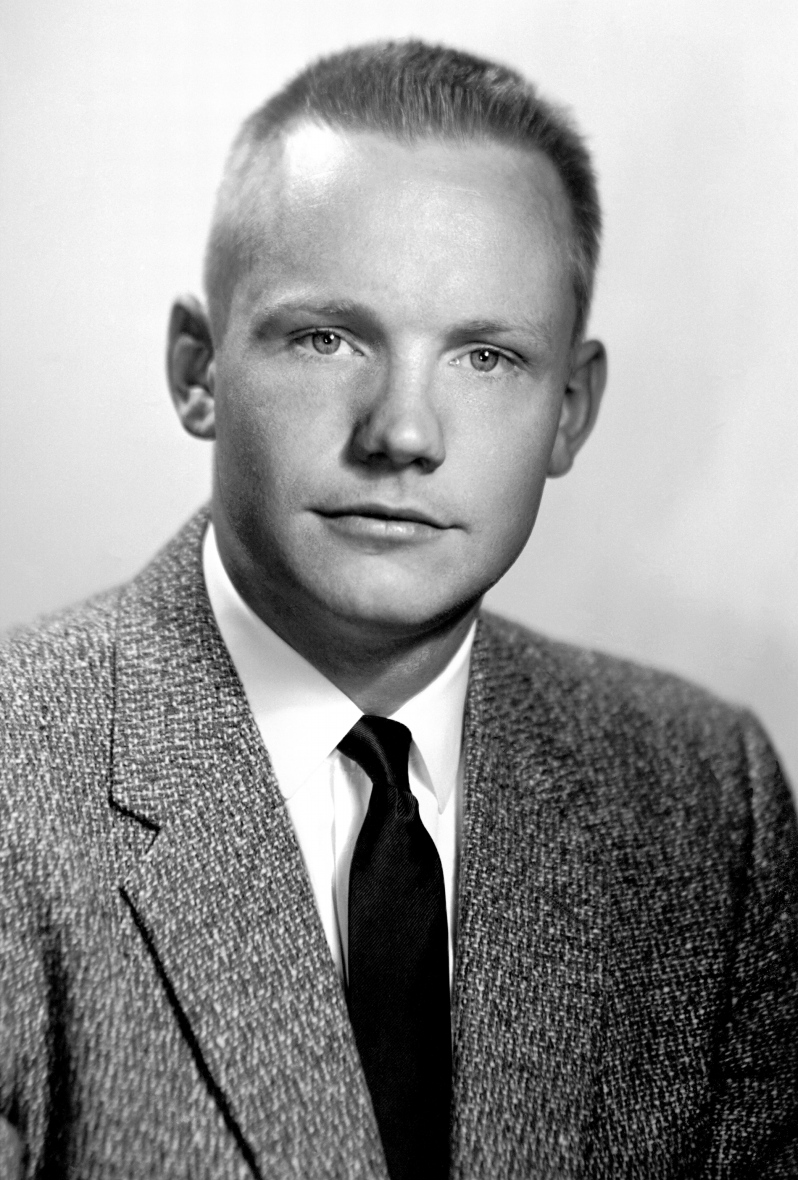
آرمسترونغ (بعمر 26) كطيار اختبار في اللجنة الاستشارية الوطنية للملاحة الجوية، محطة الطيران السريع في قاعدة إدواردز الجوية في كاليفورنيا.

قرر ارمسترونغ بعد تخرجه من جامعة برودو (Purdue) أن يصبح طيار اختبار تجريبي. وقدم على اللجنة الاستشارية للملاحة الجوية (NACA) للطيران فائق السرعة في قاعدة إدوارد (Edward) للقوات الجوية. وعلى الرغم من عدم وجود مركز إلا أنهم أرسلوا طلب التقديم إلى مختبر لويس (Lewis) للطيران السريع في كليفلاند (Cleveland), حيث بدأ أرمسترونغ العمل في مجال لويس في مارس 1955. واستمرت مهمته في كليفلاند بضعة أشهر وبحلول شهر يوليو عام 1955 ذهب إلى عمله الجديد في قاعدة إدوارد الجوية.
تم تكليف أرمسترونغ بمهمته الجديدة في أول يوم له وهي قيادة طائرة تعقب خلال إطلاق طائرة تجريبية من طائرة قاذفات معدله. قاد أيضا طائرة قاذفات معدله وحدث له أول حادث في واحدة من هذه المهمات في قاعدة إدوارد. وفي مارس عام 1956 كان أرمسترونغ في طائرة بوينغ بي 29 سوبرفورترس Boeing B-29 Superfortress, التي كانت بصدد إسقاط طائرة القاذفات المحمولة دوقلس دي 588-2 Douglas D-558-2 Skyrocket. حيث جلس على يمين مقعد قائد الطائرة بينما قاد ستان بوتشارت (Stan Butchart) الطائرة B 29.
توقف المحرك الرابع عندما وصلوا إلى ارتفاع 30000 قدم (9.1 كيلو) وبدأت المروحة تدور بدون تحكم وتضرب المفتاح المتحكم بمروحة الدوران السريعة. وأدرك بوتشارت بأن سرعة المروحة بدأت تقل لكنه رفع السرعة مرة أخرى ولكن هذه المرة أسرع من المحركات الأخرى لأنها إذا دارت بسرعة ستنفصل إلى أجزاء. وأجبرت الطائرة على التوقف على سرعة 210 ميل (337 كم) بالساعة لإطلاق طائرة القاذفات المحمولة ولايمكن لطائرة B-29 أن تهبط وعلى متنها طائرة حاملة للقاذفات. وفي لحظة الانطلاق تحطمت مروحة المحرك الرابع وتضررت قطعة المحرك الثاني وأجبر بوتشتارت وأرمسترونغ على إيقاف المحرك الثالث بسبب تحطمه والمحرك الأول بسبب عزم الدوران السريع. خففوا بعد ذلك السرعة وهبطوا بأمان من مسافة 30000 قدم (9000 م) باستخدام المحرك الثاني فقط وبشكل دائري.
أول رحلة لأرمسترونغ في طائرة صاروخية كانت في 15 أغسطس 1957 في المركبة بيل اكس - 1بي (Bell X-1B) حيث طار بها إلى ارتفاع قدره 11.4 ميلا (18.3 كلم). وقد تحطمت عجلة الهبوط الأمامية عند الهبوط وتكرر حدوث ذلك في حوالي اثني عشر رحلة سابقة للمركبة بيل اكس 1- بي (Bell X-1B) بسبب تصميم المركبة الجوية  طار في وقت لاحق لأمريكا الشمالية في المركبة الصاروخية اكس-15 (X-15)سبع مرات؛ واستطاع في رحلته ماقبل الأخيرة الوصول إلى ارتفاع 207500 قدم (63.2 كم).
تورط ارمسترونغ في عدة حوادث والتي تم تدوينها في إرث قاعدة إدواردز الجوية وتم تدوينها في مذكرات الزملاء. أول حادثة وقعت خلال رحلته السادسة في المركبة (X-15) في 20 أبريل 1962، حين قام أرمسترونغ باختبار نظام التحكم الذاتي حيث طار إلى ارتفاع 207000 قدم أكثر من (63 كم) (وهو أعلى ارتفاع وصله قبل المركبة الجوزاء (أو جيميني) 8 (Gemini 8)، ولكن مقدمة المركبة تعلقت للأعلى طويلا خلال الانحدار وارتدت المركبة (X-15) عن الغلاف الجوي ما يصل إلى 140000 قدم (43 كم). في هذا الارتفاع يصبح الهواء رقيقا بحيث لايبقى للسطوح الهوائية أي تأثير تقريبا. وتجاوز حقل الهبوط بسرعة ألفي ماك (Mach) (2000) ميل في الساعة (3200 كم / ساعة) على ارتفاع أكثر من 100000 قدم (30 كم). وانتهى الأمر بعد 40 ميلا (64 كم) جنوب قاعدة ادواردز (Edwards) تقول الأسطورة انه طار كالبعد عن روز بول (Rose Bowl)في باسادينا (Pasadena). بعد النزول بقدر كاف عاد إلى الوراء في اتجاه منطقة الهبوط، وتمكن بالكاد من الهبوط دون ضرب أشجار متنزه جوشوا الوطني (Joshua Tree National Park) في الطرف الجنوبي. كانت أطول رحلة لمركبة (X-15) سواء في كل من الوقت والمسافة من المسار الأرضي.
بعد أربعة أيام تورط ارمسترونغ في حادث ثاني عندما حلق لمرة وحيدة مع تشاك ييغر (Chuck Yeager). كانت مهمتهم أثناء التحليق بطائرة لوكهيد تي -33 (Lockheed T-33 Shooting Star) هو تقييم بحيرة سميث رانش (Smith Ranch) الجافة للاستخدام كموقع هبوط اضطراري في حالات الطوارئ لهبوط المركبة (X-15). في سيرته الذاتية كتب ييغر أنه كان يعلم أن قاع البحيرة غير صالحة للهبوط بعد الأمطار التي هطلت مؤخرا ولكن ارمسترونغ أصر على الطيران على أي حال. في محاولتهم للمس والإقلاع أصبحت العجلات عالقة وكان عليهم انتظار الإنقاذ. ارمسترونغ يروي رواية مختلفة للأحداث بأن ييغر لم يحاول التحدث إليه عن ذلك وأنهم قاموا بأول هبوط ناجح على الجانب الشرقي للبحيرة. ثم طلب منه ييغر المحاولة مرة أخرى وهذه المرة أبطأ قليلا. وفي محاولة الهبوط الثانية أصبحوا عالقين ووفقا لارمسترونغ انخرط ييغر في نوبة من الضحك.
وأشاد العديد من طياري الاختبار بقاعدة ادواردز بقدرة أرمسترونغ الهندسية. قال المجند ثومبسون (Thompson)انه "الأقدر فنيا من طياري مركبة (X-15)الأوائل". وقال بيل دانا (Bill Dana): ارمسترونغ "كان لديه عقل يستطيع امتصاص الأشياء مثل الإسفنجة". أولئك الذين يطيرون لحساب القوات الجوية لهم رأي آخر خاصة أشخاص مثل ييغر وبيت نايت (Pete Knight) الذين لم يكن لديهم شهادات في الهندسة. وقال نايت: أن مهندسي الطيران يطيرون بطريقة ميكانيكية أكثر منها كطيران " وأعطى ذلك كسبب لوقوع بعض مهندسي الطيران في المشاكل، حيث أن مهاراتهم في الطيران لم تكن تأتي بشكل طبيعي.
بعد أسابيع قليلة في يوم 21 مايو عام 1962 كان آرمسترونغ مشاركا في ماسمّاه ادواردز بـ «قضية نيليس»، حيث أرسل آرمسترونغ في المركبة الفضائية التي تحمل الاسم لوكهيد F-104، لتفقد بحيرة ديلارما الجافة في ولاية نيفادا الجنوبية ومرة أخرى لحالات الهبوط الاضطراري.حيث أخطأ آرمسترونغ في الحكم على مدى الارتفاع ولم يدرك أيضاً أن عجلات الهبوط لم تتمدد بشكل كامل. وما إن بدأت العجلات في ملامسة الأرض حتى تراجعت ودخلت في مكانها مرة أخرى. حاول آرمسترونغ اتخاذ جميع الصلاحيات الممكنة لإحباط العملية لكن بطن المركبة وباب العجلات اصطدمت بالأرض وألحقت أضراراً بالراديو وتسببت في خروج السوائل الهيدروليكية. وبدون توفّر اتصالات لاسلكية طار آرمسترونغ إلى الجنوب حيث توجه إلى قاعدة نيليس الجوية. تجاوز برج المراقبة وانعطف على نحو معيّن إشارة إلى عدم توفّر اتصال لاسلكي وهو مايعرف باسم «نمط الاستغاثة الثلاثي».تسبب نقص السوائل الهيدروليكية في إسقاط الذيل وأثناء الهبوط اصطدمت المركبة بأحد الأسلاك الشائكة وسحبت أجزاء المركبة على طول المدرج.
استغرق الأمر 30 دقيقة لمسح المدرج وإصلاح الأسلاك الشائكة. تم إرسال ميلت ثومبسن في طائرة اف 104 بي ولكنها لم تحلّق. وبصعوبة بالغة وصل ثومبسن لنيليس ولكن موجة رياح معاكسة جعلت الهبوط صعبة وانفجر إطار العجلة الأيسر الرئيسي وتم إغلاق المدرج مجددا لمسحه. وتم إرسال بيل دانا لنيلس في طائرة تي 33 ولكنه أطال في الهبوط - وقرر مكتب عمليات نيليس لتجنب أي مشكلات أخرى بأنه من الأسلم ان يجدو طيارين ناسا الثلاثة ويتم ارسالهم مجددا إلى قاعدة ادوارد الجوية.
قاد آرمسترونغ سبع رحلات في X-15 بداية من نوفمبر 1960 إلى يوليو 1962. ووصل إلى ارتفاع 207500 قدم للأعلى (63.2 كم) في X-15-3  ووصلت السرعة القصوى إلى 5.74 ماخ (3989 ميل في الساعة (6420 كم / ساعة) في X-1-15. وترك مركز أبحاث درايدن للطيران بمجموعٍ يقارب 2400 ساعة من الطيران. وخلال حياته المهنية قاد آرمسترونغ أكثر من 200 نموذج مختلف من المركبات.

## المهنة
لم يكن هناك لحظة حاسمة في قرار ارمسترونغ أن يصبح رائد فضاء [بحاجة لمصدر]. في عام 1958 تم اختياره من قبل السلاح الجوي الأميركي في برنامجها Man In Space Soonest. في نوفمبر عام 1960 تم اختيار ارمسترونغ كجزء من مجموعة الطيارين المستشارين لـ the X-20 Dyna-Soar طائرة الفضاء العسكرية والتي كانت تحت التطوير من قبل شركة بوينغ للسلاح الجوي الأميركي. وفي يوم 15 مارس 1962 تم اختياره من قبل السلاح الجوي للولايات المتحدة كواحد من المهندسين السبعة الذين سوف يطيرون في الطائرة الفضائية عندما تكون جاهزة.
بعد أشهر من إعلان البحث عن مجموعه ثانية من رواد افضاء ناسا NASA، أصبح أرمسترونغ متحمس أكثر وأكثر بشأن كل من برنامج أبولو والتحقيق في بيئة جديدة للطيران. أوراق رائد الفضاء أرمسترونغ وصلت بعد حوالي أسبوع من الموعد النهائي وهو الأول من شهر جون 1962 م. ومن حسن حظه كان ديك دي الذي عمل بشكل وثيق مع ارمسترونغ في إدواردز، هو أول من رأى الاوراق المتأخره وأدخلها مع كومة الاوراق دون ملاحظة أحد. في قاعدة مدينة بروكس في نهاية جون خضع ارمسترونغ للفحص طبي الذي وصفه العديد من المتقدمين أنه مؤلم وفي بعض الأحيان يبدو أن لا فائدة منه.
في 13 سبتمبر 1962 دعا ديك سلايتون ارمسترونغ وسأله عما إذا كان مهتما بالانضمام إلى فيلق رواد فضاء ناسا في إطار ما يطلق عليه الصحافة «التسعة الجدد» ووافق ارمسترونغ بدون تردد. وتم الاحتفاظ بالأمر سرا ثلاثة أيام على الرغم من أن تقارير الصحف التي تم تداولها منذ أوائل العام أنه سيتم اختياره كأول رائد فضاء مدني.
ارمسترونغ كان واحدا من اثنين من الطيارين المدنيين الذين تم اختيارهم للمجموعة الثانية. الطيار المدني الآخر كان إليوت سي وهو أيضا طيار سابق في البحرية  وكان من المقرر أن يتولى أمر Gemini 9 ولكنه توفي في حادث تحطم طائرة T-38 في عام 1966 الذي توفي فيه أيضا تشارلز باسيت. وكان ارمسترونغ أول مدني أمريكي في الفضاء ولكن أول مدني في الفضاء هو فالنتينا تيريشكوفا من الاتحاد السوفييتي قبل ارمسترونغ بحوالي ثلاث سنوات في وقت سابق وهي عاملة بالنسيج ومن هواة القفز المظلي. كانت على متن فوستوك 6" Vostok 6" عندما انطلقت في يوم 16 يونيو، 1963.

## برنامج الجوزاء (جيميني)

### جيميني 8
تم الإعلان عن تعيينات طاقم المركبة جيميني 8 في 20 سبتمبر 1965 وبأن آرمسترونغ سيكون طيار مشرف وديفيد سكوت طيار. وكان سكوت أول عضو في المجموعة الثالثة من رواد الفضاء يحوز على تعيين كطيار مشرف. بدأت المهمة في 16 مارس1966 وكانت الأكثر صعوبة حتى ذلك الوقت هو الالتقاء والالتحام بالمركبة أجينا غير المأهولة والمهمة الثانية هي نشاط خارج المركبة من قبل سكوت. بصورة عامة تم تخطيط المهمة لآخر 75 ساعة و55 مدار، بعد قيام أجينا في الساعة 10 صباحاً بتوقيت أقلعت المركبة تيتان 2 التي تحمل آرمسترونغ وسكوت في الساعة 2:0211:4 بتوقيت لتضعهم بالمدار الذي سيلاحقون منه أجينا. وتم الانتهاء بنجاح من الالتقاء والالتحام الأول من نوعه بين مركبتين فضائيتين بعد 6.5 ساعة في المدار. ولكن كانت توجد مشكلة وهي انقطاع الاتصال بين الطاقم لعدم وجود محطات تتبع لتغطية كل المدارات. بعيداً عن الاتصال بالأرض بدأت المركبة الراسية بالدوران وحاول آرمسترونغ تصحيح ما يحدث بنظام المناورة بالمركبة جيميني، واتباعاً لنصيحة سابقة من المهمة التجريبية انفصلوا ولكن ما نتج أنهم أصبحوا يدورون بسرعة كبيرة إلى أن وصلت إلى لفة كل ثانية وهذا يعني أن المشكلة موجودة بطريقة التحكم بالمركبة جيميني، فقرر آرمسترونج أن السبيل الوحيد لهذا الوضع هو استخدام نظام إعادة إدخال التحكم وإغلاق نظام المناورة بالمركبة، وقواعد المهمة تنص على أنه إذا تم تشغيل نظام إعادة إدخال التحكم تضطر المركبة للرجوع والعودة في أقرب فرصة. وأعتقد أن أحد أسباب العطل كان وجود الأسلاك التالفة.
كان يوجد بمكتب رواد الفضاء بعض الأشخاص أبرزهم والتر كوننغهام الذي قال: أن سكوت وآرمسترونغ تجاهلا أسباب العطل على أنها شيء عرضي، وأن آرمسترونج كان يمكن أن ينفذ المهمة إذا قام بتشغيل إحدى حلقتي نظام إعادة إدخال التحكم فقط وليس كلاهما واحتفظ بالأخرى لأغراض المهمة. هذه الانتقادات لا أساس لها كما لم يكتب عن أسباب العطل ولم يكن من الممكن تشغيل إحدى حلقتي نظام إعادة إدخال التحكم دون الأخرى. وكتبت جيني كرانز: «جاءت ردة فعل الطاقم على مثل ما تدربوا وكانت خاطئة لأنهم تدربوا بصورة خاطئة». فشل محللو ومخططو المهمة في تحليل الموقف عندما رست المركبتان معاً، فكان عليهم أن يعتبروها مركبة واحدة. حزن آرمسترونغ على أنه قطع مهمة قصيرة وأنه تم إلغاء معظم أهداف المهمة وأن سكوت قد سلبه مهمته خارج المركبة.

### جيميني 11
المقال الرئيسي الجوزاء 11:
آخر مهمة موكلة لارمسترونغ في مشروع جيميني كانت مقعد الطيار الاحتياطي في جيميني 11, والذي أعلن عنه بعد يومين من هبوط جيميني 8. بعد أن تدرب برحلتين أصبح نيل على دراية تامة بالأنظمة والأجهزة المستخدمة وكما أنه قام بتدريب وتعليم الطيار الاحتياطي وليام آنديرس. كان الانطلاق في 12 سبتمبر 1966, والتي كان على متنها كل من بيت كونراد وديك جوردن الذين أتما بنجاح أهداف المهمة في حين كان ارميسترونغ مسؤولاً عن الاتصالات.
بعد هذه الرحلة قام الرئيس ليندون جونسون بدعوة ارميسترونغ وزوجته للمشاركة في رحلة إلى جنوب أمريكا مدتها 24 يوم. كما تواجد في هذه الرحلة كلا من ديك جوردن، جورج لوو وزوجاتهم بالإضافة إلى مسئولين حكوميين التي شملت 11 بلداً و 14 مدينة رئيسية. وكان ارميسترونغ قد نال إعجاب كبار الشخصيات في الباراغواي عندما قام بتحيتهم بلغتهم المحلية الغواراني. أما في البرازيل فلقد تحدث عن مآثر البرتو سانتوس دومون المولود في البرازيل، الذي يعتبر أنه هزم الأخوة رايت ببنائه أول آلة طيران له.)

## مشروع أبولو
في 27 يناير كانون الثاني 1967 يوم اشتعال أبولو 1 كان ارميسترونغ في العاصمة الأمريكية واشنطن مع جوردن كووبير وديك جورون وجيم لوفيل وسكوت كاربينتير من أجل التوقيع على معاهدة الأمم المتحدة الخاصة بالفضاء. تبادل رواد الفضاء الحديث مع المسئولين المجتمعين قبل أن يتوجه كاربينتر إلى المطار بينما أتجه الآخرون إلى فندق جورج تاون حيث وجدوا رسائل تطلب منهم إجراء مكالمة مع مركز المركبات الفضائية المأهولة. أثناء هذه المكالمة تم إخبارهم بوفاة كل من جيس كريزوم وايد وايت وروجير تشايفيه. أمضى ارميسترونغ مع رفاقه تلك الليلة يفكرون فيما حدث.)
في 5 أبريل 1967 وفي نفس اليوم الذي أصدر فيه تقرير التحقيق في اشتعال أبولو 1، اجتمع ارميسترونغ و 17 آخرين من رواد الفضاء مع ديك سلايتون. وكان أول شي قد قاله سلايتون هو «أن أول من سيقوم بالطيران في البعثات القمرية، هم الرجال الجالسين هنا في هذه الغرفة». قال يوجين كيرنان أن ارميسترونغ لم يبدي أي ردة فعل على هذا التصريح. كانت الغرفة مليئة بالمنخرطين في مشروع جيميني والذين لهم القدرة على الذهاب لبعثات إلى القمر. تحدث سلايتون عن المهمة المخطط لها وذكر اسم ارميسترونغ من بين الطاقم الاحتياطي لابولو 9. كان مقررا أن يتم تصميم وبناء وحدة قمرية لتقوم بجولة تجريبية حول المدار الأوسط للارض ولكن حدث تأخير فيها. لذلك تم تبادل الطاقم بين أبولو 8 و 9 وبناء على نظام التبادل العادي للأطقم فإن ارميسترونغ سيقوم بقيادة أبولو 11. لإعطاء الطاقم الخبرة في كيفية هبوط الوحدة القمرية. كلفت ناسا شركة بيل للطائرات ببناء مركبتي بحوث لهذا الغرض تضاف في وقت لاحق إلى ثلاث مركبات للتدريب على الهبوط على سطح القمر. استخدم ما يسمى بالرفاص الطائر كجهاز محاكاة لجاذبية القمر بمساعدة محركات مساعدة على التخفيف من جاذبية الأرض إلى السدس «والتي تساوي جاذبية القمر». في 6 ايار / مايو 1968 وعلى ارتفاع 30 م من سطح الأرض، بدأت الضوابط لدى ارميسترونغ تتحلل وبدأت المركبة بالكبح. قذف ارميسترونغ من المركبة بأمان وبعد التحاليل والمعاينة تبين أنه لو قذف بعد ما يقارب من نصف ثانية لن يتمكن من فتح مظلته. لم تكن إصاباته بليغة فقد قام فقط بعض لسانه مع أنه كان قد أوشك على الموت. تأكد ارميسترونغ من أنه لولا تلك المركبات المحاكية وتلك التدريبات التي قام بها لما كان الهبوط على القمر ناجحا. كما أنها أعطت رواد الفضاء وقادة المركبات الثقة والحرفية اللازمة للقيام بهذه المهمة.

### أبولو 11
بعد أن خدم أرمسترونغ كقائد احتياطي لأبولو 8 ـ الذي كان يدور حول القمر ـ عرض سلايتون عليه منصب قائد أبولو 11 في 23 ديسمبر 1968. وفي الاجتماع الذي لم يعلن عنه حتى نشرت سيرة آرمسترونغ في عام 2005، قال سلايتون له أنه بالرغم من أنه خطط للطاقم كان ارمسترونغ يمثل كقائد للطيار القمري القائد باز الدرين والطيار القائد الآمر مايكل كولينز وقد قال أنه عرض عليه فرصة لاستبدال الدرين مع جيم لوفيل. بعد التفكير أكثر من ذلك ليوم واحد قال ارمسترونغ سلايتون أنه سيتمسك بالدرين كما أنه ليس لديه صعوبة في العمل معه وفكر بأن لوفيل يستحق أن يعطي الاوامر بنفسه. واستبدال الدرين مع لوفيل قد يجعل لوفيل الطيار في الكبسولة القمرية وهي أقل من مرتبة العضو بصورة غير رسمية. وأرمسترونغ قد لا يعدل في وضع لوفيل قائد الجوزاء 12 في الرقم الثالث من مواضع من أفراد الطاقم. وفي مارس 1969 أجمع بين سلايتون وجورج لاو وبوب جيلروث وكريس كرافت أن أرمسترونغ سيكون أول شخص يصعد على سطح القمر. في جزء من إدارة وكالة ناسا رأوا ارمسترونغ بأنه الشخص الذي لم يكن لديه غرور كبير. وقدم المؤتمر الصحفي الذي عقد في 14 أبريل 1969 تصميم الكبسولة القمرية Lm لـ ارمسترونغ كسبب بأنه سيكون الأول وفتحت الحجرة من الداخل وإلى اليمين، مما يجعله من الصعب على الطيار في الكبسولة القمرية وعلى الجانب الأيمن الخروج. وأضاف سلايتون «ثانيا فقط على أساس نقاء البروتوكول، كنت اعتقد بأن القائد يجب أن يكون الرجل الأول الذي يخرج في الفضاء.... لقد غيرت رأيي في أقرب وقت عندما وجدت لديهم خط الوقت الذي أظهر ذلك. بوب قيلتورث وافق قراري». وفي وقت اجتماعهم فإن الرجال الأربعة لم يعرفوا عن قضية الباب. المعرفة الأول من الاجتماع كانت خارج المجموعة الصغيرة جاءت عندما كتب كرافت سيرته الذاتية لعام 2001. في 16 يوليو 1969 تلقى ارمسترونغ هلال اقتطع من الستايروفوم من زعيم سادة، جونتر يندت، والذي وصفه بأنه المفتاح إلى القمر.

#### رحلة إلى القمر
أثناء إطلاق أبولو 11 وصل نبض قلب أرمسترونغ إلى أعلى مستوياته 110 نبضة في الدقيقة. وقد رأى أن المرحلة الأولى هي أكثر المراحل ضجيجا من إطلاق مركبة جيميناي 8 تايتن II. وكانت أبولو CSM (Command / Service Module – وحدة الأوامر والخدمة) أكبر مقارنة نسبيا بكبسولة جيميناي. ويعتقد أن القدرة على التحرك داخل المركبة هو سبب عدم إصابة أي من الطاقم بمرض الفضاء، بحين أن طواقم المركبات السابقين أصيبوا بذلك. كان أرمسترونغ سعيدا بهذا الخصوص حين أنه كان مصابا بمرض الحركة عندما كان صغيرا وكان يشعر بالغثيان أحيانا أثناء الاستعراضات الجوية.
كانت أبولو 11 تهدف إلى الهبوط بسلام وليس أن تهبط في بقعة معينة. قبل الوصول إلى سطح القمر لاحظ أرمسترونغ أن الفوهات البركانية كانت تمر أسرع بثانيتين مما هو متوقع، والذي يعني بأن المركبة ستلامس السطح أبعد من المكان المرسوم بعدة أميال. عند اكتشاف رادار المركبة سطح القمر ظهرت العديد من الأخطاء الحاسوبية. كان أولها إنذار برمز 1202 وبالرغم من التدريب المكثف للطاقم لم يكن أرمسترونغ وألدرين يعلمان ما كان يرمز 1202. وتلقوا ردا على الفور من مركز التحكم في هيوستن بأن الرمز ليس مصدرا للقلق؛ فإنذار الرمزين 1202 و 1201 كان بسبب التجاوز التنفيذي في حاسوب المركبة. كما وصفها باز ألدرين (Buzz Aldrin) في فيلمه «في ظل القمر». التجاوز كان بسبب جعل عداد الرادار يعمل أثناء مرحلة الهبوط. وقد أد ذلك إلى قيام الحاسوب بالعديد من العمليات الغير ضرورية للرادار ولم يكن هناك وقت كافي لتنفيذ كل تلك المهام، فتم تجاهل المهام الأقل أهمية. صرح ألدرين بأنه فعل ذلك لتسهيل إعادة الالتحام بالمركبة عندما يكون إحباط العملية ضروريا، ولم يدرك بأن ذلك قد يسبب التجاوز التنفيذي.
عندما لاحظ أرمسترونغ بأنهم في طريقهم لمنطقة الهبوط التي كان يعتقد بأنها ليست آمنة. أخذ مهمة التحكم اليدوي في المركبة وحاول العثور على منطقة أكثر أمانا، وقد أخذ وقتا ذلك وقتا طويلا أطول من جميع المحاكات التي تمت في المركز. لهذا السبب كان هناك قلق من غرفة التحكم بأن المركبة ستعاني من نقص في الوقود. بعد الهبوط كان في اعتقاد أرمسترونغ وألدرين بأن لديهم حوالي أربعين ثانية من الوقود المتبقي إضافة إلى عشرين ثانية أخرى كانت قد خزنت لحال حدوث الإحباط. أثناء التدريب هبط أرمسترونغ بالمركبة (LLTV) وعنده أقل من خمسة عشر ثانية في مرات عديدة. وكان أيضا متيقنا باستطاعة المركبة النجاة من سقوط حر على مسافة 50 قدم (15 متر) إذا كان لابد من ذلك. أظهر المحللون بعد انتهاء المهمة بأن كان هناك من 45 إلى 50 ثانية متبقية من الوقود بعد هبوط المركبة.
حدث الهبوط على سطح القمر في 20:17:39 حسب التوقيت العالمي المنسق في 20 يوليو/تموز عام 1969. عندما لامس المستشعر المضاف إلى أرجل المركبة القمرية التي ما زالت تتحرك أرض القمر. أضاء زر في لوحة المراقبة داخل المركبة فصاح ألدرين «ضوء إتصال» وقال بعدما استقرت المركبة على الأرض «حسنا، أوقف المحرك» فقال أرمسترونغ «إغلاق». وكانت أول كلمات متعمدة من أرمسترونغ للتحدث إلى مركز المراقبة والعالم الذي يشاهد. «هيوستن، قاعدة الهدوء هنا، هبط الصقر» احتفل أرمسترونغ وألدرين بمصافحة سريعة وتربيتة على الظهر قبل أن يعودا بسرعة إلى قائمة المهام المطلوبة لإعداد المركبة من أجل الإقلاع من على القمر واكتشاف حال الطوارئ من اللحظات الأولى على سطح القمر.
في أثناء الهبوط الحساس للمركبة كانت الرسالة الوحيدة من هيوستن «ثلاثون ثانية» والتي تعني كمية الوقود المتبقية. عندما أكد أرمسترونغ الهبوط أعزى المراقبون في هيوسن قلقهم على «عندك العديد من الرجال على وشك التحول للون الأزرق نحن نتنفس مجددا ً».

#### أول خطوة على القمر
يمكنك الاطلاع أيضا على: أبولو11Apollo 11))- عمليات سطح القمر.
على الرغم من أن وكالة الفضاء ناسا (NASA) قد دعت لفترة راحة لطاقم الرحلة قبل القيام بأي نشاطات اضافية على المركبة إلا أن أرمسترونغ طالب أن يتم نقل الإيفا (EVA) في وقت مبكر من ذلك المساء بتوقيت مدينة هيوستن. وبمجرد أن أستعد أرمسترونغ وألدرين (Aldrin) للذهاب إلى الخارج تم تخفيض الضغط داخل الإيجل (EAGLE) وفتحت الفتحة فأتخذ أرمسترونغ طريقه إلى أسفل السلم.
في أسفل السلم قال أرمسترونغ أنه سيقفز عن الليم (LEM) الآن (مشيرا إلى وحدة أبولو القمرية) ثم ألتفت ووضع قدمه اليسرى على سطح القمر في تمام الساعة 2.56 بالتوقيت العالمي في يوم 21 يوليو عام 1969 م. ثم قال جملته الشهيرة: (هذه الخطوة لرجل ما، ماهي إلا قفزة عملاقة للبشرية).
قال أرمسترونغ مقولته الشهيرة عقب تفكير عميق منذ أن انطلقت بهم المركبة وحتى بعد هبوطهم. وخلال عملية البث الصوتي لكلمته الشهيرة لم يذكر قول أرمسترونغ لمقطع «ما» بعد كلمة «رجل» مما يجعل العبارة متناقضة (لان كلمة رجل سوف تكون مقابل للجنس البشري). لكن وكالة الفضاء ناسا (NASA) وأرمسترونغ أصرا لسنوات أنه قد قد قال «رجل ما» ولابد أن عملية التشويش منعت سماعها. وأكد أرمسترونغ أنه لم ولن يرتكب خطأ مثل هذا لكن بعد الاستماع المتكرر للتسجيلات أقر بذلك وهو لابد بأنه قد سهى عن قول «رجل ما» وقال «رجل» فقط. وتابع قائلا أنه يأمل من التاريخ أن يتغاضى عن إسقاطه لمقطع «ما» وأن يتفهم ما كان يقصد بقوله حتى وان لم يقله (على الرغم من أنه قد قالها بالفعل).
ومنذ ذلك الحين أفترض التحليل الصوتي للتسجيل وجود مقطع «ما». كما قام بيتر شان فورد (Peter Shan Ford) مبرمج الحاسب الآلي بعمل تحليل صوت رقمي وأفترض أن أرمسترونغ كان قد قال «رجل ما» لكنها لم تكن مسموعة بسبب محدودية تقنية الاتصالات في ذلك الوقت. وقدم فورد (Ford) وجيمس أر هانسن (James R. Hansen) كاتبي السيرة الذاتية لأرمسترونغ تحليلهما الخاص بالتسجيل الصوتي وعرضوه على وكالة الفضاء ناسا (NASA). وهنالك مقال للكاتب فورد (Ford) على موقعه الإلكتروني ولم يعرض في أحد المجلات العلمية ليتم مراجعته وتنقيحه من قبل زملاؤه. وعلق كلا من اللغويان ديفيد بيفر (David Beaver) ومارك ليبرمان (Mark Liberman) على الموقع الخاص بمدونة فورد (Ford) مشككان في صحة إدعاءه. على الرغم من أن أرمسترونغ وجد تحليل فورد (Ford)مقنعا. وأعرب عن تفضيله أن تكتب «رجلا ما» في اقتباساته المكتوبة.
ومن الجدير بالذكر أن أرمسترونغ عندما قال مقولته الشهيرة كان راديو صوت أمريكا يبث مباشرة عن طريق هيئة الإذاعة البريطانية (BBC) وعدة اذاعات أخرى في أنحاء العالم حيث كان يقدر عدد المستمعين في ذلك الوقت بـ450 مليون شخص من مجموع سكان العالم 3.631 مليار نسمة.
إنضم ألدرين (Aldrin) لأرمسترونغ (Armstrong) بعد 20 دقيقة من الخطوة الأولى ليصبح ثاني إنسان يخطو على سطح القمر، ثم بدأ الثنائي في الاستكشاف والبحث عن مدى سهولة تفاعل الإنسان وتعايشه على سطح القمر. سبق ذلك أن كشفوا عن لوح تذكاري لرحلتهم كما نصبوا العلم الأمريكي هناك. العلم المستخدم في هذه المهمة معدني بقضيب ليحمله بشكل أفقي. وبما أن القضيب لم يتمدد بشكل كامل كما أن العلم كان مطوي باحكام طوال الرحلة فإنه أصبح مموج الشكل ليبدو وكأن هنالك نسمة هواء تحركه.
بعد نصبهم للعلم بوقت وجيز، تحدث إليهم الرئيس ريتشارد نيكسون (Richard Nixon) في اتصال هاتفي من مكتبه حيث تحدث الرئيس لمدة دقيقة تقريبا وبعدها أتى ردّ أرمسترونغ (Armstrong) عليه في حوالي 30 ثانية من الوقت.
في كل الصور الوثائقية لرحلة أبولو 11 (Apollo 11) لم يظهر أرمسترونغ (Armstrong) إلا في 5 صور ما بين ظهور جزئي أو منعكس. كانت كل دقيقة من الرحلة مخطط لها بما فيها المهام التصويرية الموكلة لأرمسترونغ (Armstrong) ليلتقطها بكاميرا هاسيبلاد (Hasselblad).
بعد أن ساعد ارمسترونغ (Armstrong) في إعداد حزمة أبولو للتجربة العلمية الأولية ذهب في نزهة على الأقدام إلى ما يعرف الآن باسم كريتر الشرق، 65 متر (59 م) إلى الشرق من المركبة القمرية LM، وهي أبعد مسافة قطعت طوال الرحلة بعيدا عن المركبة LM. كانت آخر مهام أرمسترونغ (Armstrong) أن يترك حزمة صغيرة من الأشياء التذكارية لرواد الفضاء السوفييت المتوفين يوري غاغارين (Yuri Gagarin) وفلاديمير كومارفو (Vladimir Komarov,) ولرواد أبولو 1 ((Apollo 1 غاس غريسوم (Gus Grissom) وإد وايت (Ed White) وو روجر ب. تشافي (Roger B. Chaffee).
الوقت الذي قضي في الأنشطة فوق سطح القمر (EVA) خلال مهمة أبولو 11 يقدر حوالي الساعتان ونصف الساعة وهو الأقصر مقارنة برحلات أبولو المتبقية لسطح القمر. خصص لكل من الرحلات الخمس اللاحقة وقت أطول تدريجا للأنشطة فوق سطح القمر (EVA) فعلى سبيل المقارنة: قضى طاقم أبولو 17 أكثر من 22 ساعة لاستكشاف سطح القمر

#### العودة إلى الأرض
بعد أن عادوا إلى المركبة القمرية (LM) تم إغلاق الفتحة بإحكام. حينها اكتشف ارمسترونغ (Armstrong) والدرين (Aldrin) أن زر تشغيل محرك الإقلاع في بدلاتهم الفضائية الضخمة قد تعطل فقاموا باستخدام جزء من قلم، ليدفعوا بها قاطع الدائرة الكهربائية لتفعيل الإطلاق.
انطلقت المركبة القمرية في موعدها لترسي في مركبة القيادة كولومبيا (Columbia). عاد رواد الفضاء الثلاثة إلى الأرض بعد أن نزلوا في المحيط الهادئ لتلتقطهم حاملة الطائرة التابعة للبحرية الأمريكية يو أس أس هورنت (HornetUSS). بعد أن تم إطلاق سراحه من الحجر الصحي (18 يوما) للتأكد من عدم انتقال أي عدوى أو أمراض من القمر. تم تكريم الطاقم في جميع أنحاء الولايات المتحدة وحول العالم كجزء من جولة لمدة 45 يوم (النقلة العملاقة) ثم تقدم في عرض المقام الأول إلى الفيتنام لبوب هوب 1969 USO (منظمات الخدمة المتحدة).
في مايو 1970 سافر ارمسترونغ إلى الاتحاد السوفييتي لتقديم محاضرة في المؤتمر السنوي 13 من اللجنة الدولية للبحوث الفضاء بعد وصوله إلى لينينغراد من بولندا، سافر إلى موسكو حيث التقى رئيس الوزراء أليكسي كوسيجينAlexei Kosygin فقد كان أول غربي يرى طيارة حاملة الصواريخ سوبرسونيك توبليف تي يو - 144 (SUPERSONIC TUPOLEV TU-144) وقد تجول في مركز غاغرين لتدريب رواد الفضاء، حيث وصفها ارمسترونغ (جزء من الترف في الطبيعة) وفي نهاية يومه فوجيء بمشاهدة الفيديو المؤجل إطلاقه من سيوز 9 (soyuz9) ولم يخطر على باله أن المهمة تجري على الرغم من مضيفته فالنتينا تيريشكوفا Valentina Tereshkova وزوجها اندريان نيكولايف Andriyan Nikolayev أنهم على متنها

## حياته بعد مهمه ابولو

### التعليم

نيل أرمسترونغ ومايكل كولينز مزينان من قبل الحكومة البرازيلية، 1969.

أعلن أرمسترونغ بعد وقت قصير من رحلة أبولو 11 انه لا يخطط للطيران في الفضاء مرة أخرى. وعين مساعد نائب المدير للملاحة الجوية لمكتب البحوث والتكنولوجيا المتقدمة، وكالة مشاريع البحوث المتقدمة (ARPA)، ولكنه خدم هذا المنصب لمدة سنة واحدة فقط، ثم استقال من وكالة ناسا ككل في عام 1971
وقد قبل منصب محاضرا في قسم هندسة الطيران في جامعة سينسيناتي، بعد أن قرر في التدريس في سينسيناتي على الجامعات الأخرى بما في ذلك جامعته بوردو، حيث كان قسم الطيران صغيرا ويأمل أن لا يكون ذلك مضايقا لأعضاء هيئة التدريس لأنه حصل مباشرة على درجة أستاذ مشارك رغم أنه ما زال في الماجستير USC فقط.
بدأ العمل قبل سنوات عدة أثناء تمركزه في جامعة ادواردز وأخيرا انتهى منها بعد مهمة أبولو 11 عن طريق تقديم تقرير بشأن الجوانب المختلفة لأبولو بدلا من أطروحة على محاكاة الطيران التي تفوق سرعتها سرعة الصوت. كان عنوان الرسالة التي ألقاها في جامعة سينسيناتي البرفسور الجامعي لهندسة الطيران والفضاء. بعد التدريس لمدة ثماني سنوات استقال في عام 1979 دون أن يوضح السبب.

### التحقيق في حوادث ناسا
شارك آرمسترونغ بالتحقيق في حادثتين من حوادث رحلات الفضاء. التحقيق الأول كان في عام 1970 بعد حادثة أبولو 13 وكان ارمسترونغ من ضمن لجنة إدغار كورترايت حيث قام ارمسترونج بإنتاج تسلسل زمني مفصل للرحلة. واعترض ارمسترونغ على توصية تقرير التحقيق بتغيير وإعادة تصميم خزانات الأكسجين لوحدة الخدمة والتي كانت مصدر الانفجار. في عام 1986 قام الرئيس الأمريكي رونالد ريغان بتعيينه في لجنة روجرز التي قامت بالتحقيق في كارثة مكوك الفضاء تشالنجر من نفس العام، حيث كان نائبا للرئيس ومسئولاَ عن جانب العمليات للجنة.

### الأنشطة في مجال الأعمال
في عام 1971، تقاعد ارمسترونغ من وكالة ناسا. وعمل ارمسترونغ بعد ذلك كمتحدث باسم عدة شركات وكان أول ظهور ناجح له من خلال إعلان دعائي لشركة كرايسلر في عام 1979. وفي وقت لاحق عمل ارمسترونغ كمتحدث لعدة شركات أخرى مثل General Time Corporation ورابطة المصرفيين الأمريكية حيث كان يقتصر عمله كمتحدث على الشركات الأمريكية فقط. وبالإضافة إلى عمله كمتحدث شغل ارمسترونغ منصباَ في مجلس إدارة عدة شركات مثل ماراثون أويل (Marathon Oil) وليرجيت والخطوط الجوية المتحدة وشركة ثيوكول (Thiokol). وكان ارمسترونغ قد انضم إلى شركة ثيوكول بعدما شارك في لجنة روجر للتحقيق في كارثة تشالنجر التي دُمّرت بسبب خلل في صواريخ التعزيز والتي تصنعها ثيوكول. وفي عام 2002 استقال ارمسترونغ من رئاسة مجلس إدارة شركة ايدو EDO.

### التمثيل الصوتي
في عام 2010، قام ارمسترونغ بلعب الدور الصوتي لشخصية الدكتور جاك مورو (Dr. Jack Morrow)  في فيلم الرسوم المتحركة Quantum Quest: A Cassini Space Odyssey وهو فيلم مغامرات خيال علمي وتعليمي كمبادرة من مختبر الدفع النفاث لوكالة ناسا JPL أو Jet Propulsion Lab.

## الحياة الشخصية
بعد مسيرة ارمسترونغ العملية كرائد فضاء، قدمت الأحزاب السياسية عروض لضمه إليها كما حصل مع جون غلين (John Glenn) وهاريسون شميت (Harrison Schmitt). رفض ارمسترونغ جميع العروض المقدمة له لإيمانه الشخصي بحقوق الدول وموقفه المضاد للولايات المتحدة بوصفها شرطي العالم.
في أواخر عام 1950 تقدم ارمسترونغ لقيادة قوات الكشافة في كنيسة ميثودية محلية، وعندما سئل عن انتمائه الديني وصف نفسه بأنه يؤمن بالله. أما والدته فكانت أكثر تديناً وقالت بإحدى المرات بأن وجهة نظر ارمسترونج الدينية تسبب لها الحزن والضيق في حياتها. وفي سيرته الذاتية الرسمية وصف ارمسترونغ نفسه مرة أخرى بأنه يؤمن بالله.
في عام 1972 تم الترحيب بارمسترونغ في مدينة لانغولم، سكوتلاندا المقام التقليدي لعشيرة ارمسترونغ. نصب كأول رجل حر من بورغ وبغبطة أعلن أن المدينة هي مسقط رأسه. عدالة السلام دلت من قانون غير منقوض يعود لأربع مائة عام يقضي بوضع موجودات ارمسترونغ في المدينة.
.في خريف عام 1979 كان ارمسترونغ يعمل في مزرعته بلبانون، أوهايو. وحينما قفز لمؤخرة شاحنة نقل الحبوب علقت دبلة زواجه على العجلة مما أدى لتمزق طرف إصبع الدبلة، حمل الإصبع المجروح ووضعه في ثلج وقد استطاع الأطباء إعادة وصله في المستشفى اليهودي في لويس فيل، كنتكي. في فبراير من عام 1991 وبعد سنة من وفاة والده وتسعة أشهر من وفاة والدته، عانى من نوبة قلبية هينة بينما كان يتزلج مع أصدقائه في اسبن، كولورادو.
تزوج ارمسترونغ من زوجته الأولى جانيت شيرون في 28 يناير 1956. وسرعان ما أنجبا ولدهما اريك الذي ولد سنة 1957, وتبعته ابنتهما كارين في 1959. ماتت كارين جراء تعقيدات تتعلق بسرطان في الدماغ غير قابل للجراحة في يناير 1962. وبعدها بسنة رحبت عائلة ارمسترونغ بانضمام طفل ثالث «مارك». زوجة ارمسترونغ الأولى جانيت طلقته عام 1994 بعد 38 سنة زواج. قابل زوجته الثانية كارول هيلد نايت عام 1945 1992 في دورة جولف حينما جلسا معا على طاولة الفطور. لم تقل الكثير وقتها لارمسترونغ ولكنها تلقت مكالمة منه بعد أسبوعين يسألها ماذا تفعل ردت بأنها تقطع شجرة كرز، وبعد 35 دقيقة كان ارمسترونغ في منزلها يساعدها. تزوجا يوم 12 جون 1949 في أوهايو، واحتفلا مرة أخرى في سان يسيردو رانش في كاليفورنيا. وعاشت في انديان هيل، أوهايو.
غالبا ما أشير إلى ارمسترونغ بأنه بطل أمريكي «متردد». جون جلين أول أمريكي يدور حول الأرض يتذكر تواضع ارمسترونغ الأسطورية. «لم يشعر بأنه مضطر للمساومة على نفسه». عمدة أوهايو السابق حدث السي ان ان: «كان شخصا متواضعا ولذلك ظل حتى بعد رحلته للقمر نفس الشخص كما كان قبلها»،
وبعد عام 1994 رفض ارمسترونغ كل طلبات التصوير لأنه وجد أن الأشياء التي وقع عليها كانت تباع بمبالغ كبيرة وكانت تجري الكثير من عمليات التزوير. أي طلب يرسل إليه للتوقيع كان يتلقى رسالة رسمية تقول بأنه توقف عن التوقيع. ورغم أن سياسة عدم التوقيع كانت معروفة إلا أن المؤلف أندرو سميث لاحظ أناس في 2002 في رينو اير رايسس انوا يحاولون الحصول على توقيعه، شخص ما ادعى «إذا دفعت بشيء ما مباشرة إلى وجهه فإنه سيوقع»." حتى أنه توقف عن إرسال رسائل مباركة لكشافة النيو ايجل (النسر الجديد) لأنه أعتقد بأن هذه الرسائل يجب أن تأتي من أشخاص على اطلاع ومعرفة بشخصية الكشافة. "
إن استخدام اسم ارمسترونغ وصوره وأقواله الشهيرة سببت له مشاكل عبر السنين. أرادت شبكة ام تي في استخدام أحد أقواله لهويتها المشهورة الآن والتي تصور هبوط أبولو 11 عندما انطلقت عام 1981 لكنه رفض العرض. استخدم ارمسترونغ كروت هالمارك عام 1994 بعدما استخدموا اسمه وتسجيل لاقتباس«خطوة واحده صغيرة» في زينة للكريسماس بدون الرجوع لإذنه. حلت تلك القضية في المحكمة بمبلغ غير معلن من المال الذي تبرع به ارمسترونغ لبوردو.
في مايو 2005 دخل ارمسترونغ في قضية غريبة مع حلاقه ماركس سيزيمور الذي أمضى معه عشرين سنة. لأن مارك بعد أن قص شعر ارمسترونغ باعه لهاوي تجميع مقابل 3000 بدون علم ارمسترونغ ولا إذنه. هدد ارمسترونغ بإقامة قضية إلا إذا أعاد الحلاق الشعر أو تبرع بالمال لجمعية خيرية من اختيار ارمسترونغ، ولأنه لم يستطع إعادة الشعر تبرع بالمبلغ لجمعية اختارها ارمسترونغ.
ومنذ الثمانينات كان ارمسترونغ موضوع الشائعات التي تقول بتحوله إلى الإسلام بعد سماعه الآذان "نداء الصلاة للمسلمين" عندما كان يمشي على سطح القمر. وكتبت المغنية الاندونيسية ساهومي Suhaemi أغنية اسمها Gema Suara Adzan di Bulan" وتعني "صدى الأصوات لنداء الصلاة على سطح القمر" والتي تصف فيها تحول ارمسترونغ: وقد تم تداول نقاش حول الأغنية في مختلف وكالات أنباء جاكرتا في عام 1983.
وكانت نفس الشائعات موجودة في مصر وماليزيا. في مارس 1983 صرحت وزارة الخارجية الأمريكية بأن «أرمسترونغ لم يتحول إلى الإسلام» ومع ذلك لم تختف الشائعة كليا واستمرت لثلاثة عقود لاحقة. وترجع الشائعة نتيجة لإقامة ارمسترونج بلبنان ولاية أوهايو حيث الغالبية هناك من المسلمين.

## المرض والوفاة
خضع أرمسترونغ لجراحة في السابع من أغسطس/ آب 2012 وكانت من أجل علاج داء الشرايين التاجية. توفي أرمسترونغ في 25 أغسطس/ آب 2012 في مدينة سينسيناتي بولاية أوهايو (Cincinnati, Ohio) بعد تعقيدات حدثت في عمليات القلب والأوعية الدموية. بعد موته وصف أرمسترونغ بتصريح من البيت الأبيض «من أعظم أبطال أمريكا – ليس في هذا الوقت فقط، ولكن في جميع الأوقات»؛ قال تصريح البيت الأبيض بأن أرمسترونغ حمل معه تطلعات مواطني الولايات المتحدة برحيله «لحظة من إنجازات الإنسان التي لن تنسى أبداً».
وصفت عائلة أرمسترونغ بتصريح لها بوصفه بـ«البطل الأمريكي المقاوم الذي خدم بلاده بفخر كطيار في البحرية، وطيار تجارب ورائد فضاء.. وبما أننا في حداد خسارة هذا الرجل الجيد، نحن نحتفل بحياته الرائعة ونأمل بأن يكون كمثال للشباب اليافعين حول العالم لأن يعملوا بجد من أجل تحقيق أحلامهم، بأن يكونوا راغبين في الاستكشاف وتخطي الحدود، وبأن يخدموا بتفان قضية أعظم من أنفسهم. لأجل أولئك الذين يتساءلون عن ماذا بمقدورهم أن يفعلوا لنيل التكريم. عندنا طلب بسيط كرم مثاله في الخدمة والإنجاز والتواضع» وفي المرة القادمة التي تمشي فيها في ليلة صافية وترى القمر يبتسم إليك فكر في نيل أرمسترونغ واغمز له وغرد في تويتر، "#WinkAtTheMoon".
قال باز ألدرين (Buzz Aldrin) – زميل أرمسترونغ في مهمة أبولو 11 – بأنه «حزين جداً بمعرفته بالوفاة. أعلم أنني انضممت إلى الملايين الحزينين بخبر موت البطل الأمريكي الحقيقي وأفضل قائد عرفته على الإطلاق. كان عندي أمل عظيم بأنه في 20 يوليو/تموز 2019 بمقدورنا أن نقف نيل ومايك وأنا مع بعضنا لتمجيد الذكرى الخمسين للهبوط على القمر بكل أسف لن يكون ذلك». قال قائد مركبة الأوامر في أبولو 11 مايكل كولين (Micheal Collin) عن أرمسترونغ «كان هو الأفضل وسأفتقده كثيرا». وقال مدير ناسا تشارلز بولدين (Charles Bolden) بأن أرمسترونغ سيكون «مذكورا لأخذه الجنس البشري لأصغر خطوة في عالم بعيد عنا»
عقد حفل لتكريم أرمسترونغ في 13 سبتمبر/أيلول في كنيسة واشنطن الوطنية والتي صورت نوافذها مهمة أبولو 11 وتحمل قطعة من صخور القمر في الزجاج المكون لها. كان من ضمن الحضور رفقاء أرمسترونغ في أبولو 11 مايكل كولين وباز ألدرين ويوجين سيرنان قائد مركبة أبولو 17 وآخر رجل يمشي على سطح القمر؛ والسيناتور ورائد الفضاء السابق جون قلين (John Glenn) أول أمريكي يدور حول الأرض. أثناء الرثاء قال تشارلز بولدين: "سيتذكر الجميع نيل بأخذه للجنس البشري أول خطوة صغيرة في عالم بعيد عنا ولكن شجاعته وعزيمته وتواضعه ظهرت طوال فترة حياته ورفعته فوق النجوم" تذكر يوجين كرنان نقص الوقود عندما اقترب أرمسترونغ من القمر: "عندما أشار المؤشر بانعدام الوقود علما كلنا أنه بقي هنالك جالون واحد أو اثنين" وغني ديان كرال أغنية "خذني إلى القمر" “Fly Me to the Moon”. قاد مايكل كولين الصلوات وغادر ألدرين وكولين. بعد الحفل مباشرة تكلم قائد أبوللو 15 ديفيد سكوت (David Scott) للإعلام: تذكر مهمة جيميناي 7 مع أرمسترونغ عندما قال: ربما للمرة الأولى عن حادث انسكاب الصمغ على حزامه ومنعه له من الإغلاق بإحكام قبل دقائق عدة من وجوب التحام المركبة أو أن الرحلة ستلغى. استدعى أرمسترونغ حينها الربان بيتي كونراد "Pete Conrad" ليحل المشكلة وقد فعل، ثم استمرت المهمة من غير ساعة إيقاف. "حصل ذلك لأن نيل أرمسترونغ كان محبا للعمل في فريق كان دائما مايفعل أشياء وينسبها للفريق.
في 14 سبتمر / أيلول نثرت بقايا حرق جثة أرمسترونغ في المحيط الأطلسي أثناء حفل الدفن في البحرعلى متن سفينة بحر الفليبين USS Philippine Sea.

## الإرث
تلقى أرمسترونغ العديد من الجوائز والتشريفات من ضمنها: الميدالية الرئاسية للحرية (Presidential Medal of Freedom) ووسام الكونغرس الفخري للفضاء (Congressional Space Medal of Honor) وتذكار روبرت اتش قودارد (Robert H. Goddard Memorial Trophy) وجائزة سالفنس ثاير (Sylvanus Thayer Award) وكأس كولير من منظمة الفضائيين المحلية وميدالية الكونغرس الذهبية (Congressional Gold Medal). وتم تسمية حفرة القمر الناجمة من محل هبوط أبولو 11 (بعمق 50 كم) وكويكب 6469 باسمه تكريما له. وكذلك تم إدخال اسمه في المشية الفخرية للطيران (Aerospace Walk of Honor) وفي قاعة رواد الفضاء المشاهير الأمريكية (e United States Astronaut Hall of Fame)  كان ارمسترونج والطاقم المصاحب له في أبولو 11 المتلقي رقم 1999 لميدالية لانقلي الذهبية (Langley Gold Meda) من معهد سميثسونيان (Smithsonian Institution).
وفي أرجاء الولايات المتحدة كان هناك العديد من المدارس الابتدائية والمتوسطة والعالية المسماة باسمه تكريما له. وفي أماكن عديدة من العالم شوارع ومباني ومدارس وأماكن أخرى مسماة إما بأرمسترونغ أو أبولو. في عام 1969 سجل كاتب الأغاني والمغني جون ستيوارت John Stewart أغنية «أرمسترونغ» مدحا لأرمسترونغ وخطوته الأولى على القمر. أعلنت جامعة بوردو في أكتوبر 2004 بأن منشآتها الجديدة ستسمى بـ«قاعة نيل ارمسترونج للهندسة» تكريما له ; وكلف المبنى 53.2 مليون دورلار وتم إهداؤه في 27 أكتوبر 2007 خلال احتفالية ضمت أرمسترونغ وأربعة عشر رائد فضاء من باردو.
في عام 1971 كوفيء ارمسترونغ بجائزة سيلفياس ثاير من قبل الأكاديمية العسكرية الأمريكية في وست بيون لخدماته الجليلة للوطن.
يوجد متحف نيل ارمسترونغ للفضاء في بلدته واباكونيتا Wapakoneta بولاية أوهايو وليس لأرمسترونغ أي صلة رسمية به وسمي المطار في نيو نوزفيل New Knoxville حيث أخذ درس طيرانه الأول باسمه.
كانت أول سيرة ذاتية موافق عليها حيث نشرت في عام 2005 وهي «أول رجل: حياة نيل ارمسترونغ First Man: The Life of Neil A. Armstrong» وقد رفض ارمسترونغ خلال حياته العديد من السير الذاتية من العديد من الكتاب من أمثال: ستيفن امبروز Stephen Ambrose وجيمس متشنر James A. Michener ولكنه وافق على جيمس هنسن James R. Hansen بعد أن قرأ إحدى كتبه الخاصة بالسير.
في استبيان عام 2010 لمؤسسة الفضاء كان تصنيف ارمسترونغ على أنه بطل الفضاء الأول
وكانت الصحافة دوما ما تسال أرمسترونغ عن آرائه حول مستقبل الرحلات الفضائية. وفي عام 2005 قال ارمسترونغ بأن رحلة إلى المريخ ستصبح أسهل من رحلة القمر في في الستينات: «أعتقد وبالرغم من أن الأسئلة عديدة وصعبة ولكنها ليست بالصعوبة التي واجهتنا عندما بدأنا أبولو في عام 1961» وفي 2010 قدم نقدا عاما ونادرا حول قرار إلغاء إطلاق اريس 1 Ares 1 وبرنامج الهبوط القمري Constellation moon landing program. وفي رسالة عامة موقعة من جيم لوفل وجين كارن علق قائلا «إلى الولايات المتحدة رائدة الفضاء لما يقارب نص قرن وبدون النقل إلى مدار الأرض المنخفض وبدون استكشاف بشري لتخطي مدار الأرض لوقت غير معلوم في المستقبل، وكل ذلك يجعل أمتنا واحدة من اثنين أو ثلاثة في هذه المكانة». وقد أشار ارمسترونغ علنا على تخوفه من المهمة أبولو 11 عندما اعتقد أن هناك فرصة 50% للهبوط على القمر وقال لاحقا «لقد كنت منشرحا ومندهشا بشدة بأننا نجحنا».
في الثامن عشر من نوفمبر 2010 وبعمر الثمانين قال ارمسترونغ في كلمة له خلال قمة العلوم والتقنية في ذا هيج The Hague نيذرلاند Netherlands بأنه سيقدم خدماته كقائد في مهمة للمريخ إذا طلب منه.
في سبتمر 2012 أعلنت البحرية الأمريكية أن فصل ارمسترونغ الأول في سفينة الأبحاث المساعدة العامة لعلوم المحيطات Auxiliary General Oceanographic Research (AGOR) سيتم تسميتها عليه "ار في ارمسترونغ "R/V Neil Armstrong" سفينة (T-AGOR 27 قيد الإنشاء) وأنها ستكون منصة لأبحاث المحيطات وستكون قادرة على دعم مجموعة واسعة من الأبحاث التي تجريها المجموعات الأكاديمية

## اقرأ أيضًا
- بز ألدرن
- مايكل كولينز
- جوردن كوبر
- تشارلز كونراد
- جون يونغ
- كين ماتينجلي
- شالز ديوك
- ديفيد سكوت
- ألان بين
- أبولو 8
- أبولو 10

## وصلات خارجية
- Neil Armstrong's Official NASA Biography
- نيل آرمسترونغ على موقع IMDb (الإنجليزية)
- نيل آرمسترونغ على موقع الموسوعة البريطانية (الإنجليزية)
- نيل آرمسترونغ على موقع مونزينجر (الألمانية)
- نيل آرمسترونغ على موقع ميوزك برينز (الإنجليزية)
- نيل آرمسترونغ على موقع إن إن دي بي (الإنجليزية)
- نيل آرمسترونغ على موقع ديسكوغز (الإنجليزية)
- نيل آرمسترونغ على موقع قاعدة بيانات الفيلم (الإنجليزية)
- Neil Armstrong Honored as an Ambassador of Exploration
- Cosmos magazine, October 2006